# Igreja da Santa Trindade (Florença)

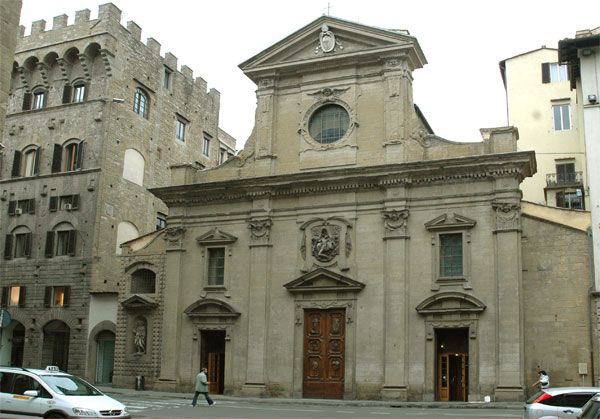
Fachada da Santa Trinita, com a Torre dei Gianfigliazzi à esquerda na imagem.

A Igreja da Santa Trindade (em italiano: Basilica di Santa Trinita) é uma igreja na área central de Florença, Itália. É a igreja mãe dos monges valombrosianos, iniciada em 1092 por um nobre florentino. Fica ao lado da Torre dei Gianfigliazzi e perto da famosa Ponte da Santa Trindade, sobre o Rio Arno. A igreja é famosa pela Capela Sassetti, que contém notáveis afrescos de Domenico Ghirlandaio e que estão entre as obras-primas do século XV.
A atual igreja foi construída no século XI. Múltiplas reconstruções ocorreram depois dessa data. A fachada maneirista foi projetada por Bernardo Buontalenti. O relevo acima da porta central da igreja foi esculpido por Pietro Bernini e Caccini. A Coluna da Justiça, na Piazza, se origina das Termas de Caracala e foi um presente de Cosimo I de' Medici para o Papa Pio IV. Foi usada em 1565 para comemorar a Batalha de Montemurlo.
A igreja tem 20 capelas, que contêm uma grande quatidade de obras de arte. As mais importantes são as capelas de Sassetti e de Bartolini-Salimbeni, que contêm afrescos de Domenico Ghirlandaio e de Lorenzo Monaco, respectivamente. É consid

## Lista de artistas
Essa é a lista de artistas cujas obras podem ser encontradas na igreja:
- Spinello Aretino
- Lorenzo Monaco
- Domenico Ghirlandaio
- Ludovico Cigoli
- Bernardino Poccetti
- Fra Angelico
- Ridolfo Ghirlandaio
- Maso di Banco
- Cosimo Rosselli
- Francesco Granacci